# کنگرلو (آغجه‌بدی)
کنگرلو (به لاتین: Kengerlu) یک منطقه مسکونی در جمهوری آذربایجان است که در شهرستان آغجه‌بدی واقع شده‌است.